# Albert Chareyre
Pour les articles homonymes, voir Chareyre.
Albert Chareyre (Nice, 26 août 1915 - Mort pour la France à Cần Thơ le 23 avril 1946), est un militaire français, Compagnon de la Libération. Lors de la Seconde Guerre mondiale, il décide de se rallier à la France libre et participe aux combats en Afrique et en Italie avant de prendre part à la libération de la France. Engagé ensuite dans la guerre d'Indochine, il y meurt accidentellement.

## Biographie

### Jeunesse et engagement
Albert Chareyre naît le 26 août 1915 à Nice dans les Alpes-Maritimes. Après une première partie de scolarité chez les frères des écoles chrétiennes, il étudie au lycée Sainte-Genéviève de Versailles. Il commence son service militaire en octobre 1937 avec l'espoir de devenir aviateur mais est recalé à cause de sa mauvaise vue. Il entre alors à l'école des élèves officiers de réserve de Poitiers. À sa sortie en octobre 1938, il est affecté au 4e régiment d'artillerie divisionnaire à Colmar.

### Seconde Guerre mondiale
Après le déclenchement de la Seconde Guerre mondiale, il participe à la drôle de guerre puis est détaché à Dinard où il effectue un stage d'observateur en avion. Il s'y trouve toujours au moment de la bataille de France et se retrouve replié à Pau avec son école en juin 1940. Refusant la défaite, il décide de fuir la France et embarque le 21 juin à Saint-Jean-de-Luz sur le cargo polonais Sobieski en direction de l'Angleterre. Parvenu à Londres, il s'engage dans les forces françaises libres et participe à la bataille de Dakar en septembre. Promu lieutenant, il est affecté au 1er régiment de tirailleurs du Cameroun (1er RTC) et prend part à la campagne du Gabon. Il est ensuite engagé dans la campagne d'Éthiopie puis part pour le Liban en mai 1942, toujours avec la même unité qui entre-temps a été rebaptisée bataillon de marche no 4 (BM4).
Participant à la campagne de Tunisie depuis janvier 1943, il est blessé au bras et à la cuisse le 11 mai lors de combats dans la région de Takrouna. Après sa convalescence, il est engagé dans la campagne d'Italie d'avril à juillet 1944 puis , après avoir été promu capitaine, participe au débarquement de Provence en août. À nouveau blessé le 20 août près de Hyères, il poursuit cependant les combats jusqu'à la campagne d'Alsace en janvier 1945. Toujours avec le BM4, il combat ensuite dans son département natal où il libère Breil-sur-Roya sur la route entre Tende et Vintimille.

### Après-guerre
Volontaire pour partir en Extrême-Orient, il est affecté au 43e régiment d'infanterie coloniale et embarque vers l'Indochine en janvier 1946. Basé en Cochinchine, il y est responsable de la sécurité et de la pacification.
À la suite d'un accident survenu deux jours plus tôt, Albert Chareyre meurt de ses blessures le 23 avril 1946 à l'hôpital de Cần Thơ où il est inhumé.

## Décorations
|  |  |  |
|  |  |  |

| Chevalier de la Légion d'honneur                     | Chevalier de la Légion d'honneur                     | Compagnon de la Libération | Compagnon de la Libération | Croix de guerre 1939-1945 Avec une palme | Croix de guerre 1939-1945 Avec une palme |
| Croix de guerre des Théâtres d'opérations extérieurs | Croix de guerre des Théâtres d'opérations extérieurs | Médaille coloniale         | Médaille coloniale         | Silver Star (États-Unis)                 | Silver Star (États-Unis)                 |

## Hommages
- Son nom figure sur le monument aux morts de Rauba-Capeù à Nice[5].
- À Nice également, une plaque commémorative lui est dédiée au lycée Masséna[6].